# Vi föll in i ledet
Vi föll in i ledet (Memoirs of an infantry officer) är en roman av Siegfried Sassoon som gavs ut i Storbritannien 1930 och i Sverige gavs ut i Sven Collbergs översättning av Norstedts förlag i deras Albatrosserie 1952.

## Handling
I den andra delen av Sassoons trilogi om George Sherston (efter När vi red efter räv skildras ett drygt år av första världskriget, från april 1916 till juli 1917. Sherston, som under krigets två första år lyckats undvika alltför svåra strider, deltar i slaget vid Somme där även Robert Graves (i boken under namnet David Cromlech) deltog. Efter att ha drabbats av dysenteri är Sherston sjukskriven från augusti 1916 till februari 1917 men deltar därefter i slaget vid Arras där han även såras. Från april 1917 är han under en längre period konvalescent och hinner reflektera över kriget. Sherston tar även kontakt med Bertrand Russell (i boken med namnet Thornton Tyrrell) och andra pacifistiska personer. Det hela slutar med att Shertson i juli 1917 skriver ett öppet brev till regeringen där han ifrågasätter målen med kriget samt menar att regeringen förlänger konflikten. Krigsdepartementet är dock ovilliga att ställa en krigshjälte inför rätta (Sherston hade bl.a. ett Military Cross) och man förklarar honom istället såsom drabbad av granatchock. Berättelsen slutar med att han förs till Slatefords krigssjukhus. Hans vidare öden skildras i romanen Åter i tjänst.